# Gotlands runinskrifter 107
G 107 är en medeltida ( 1500-t (möjl. 1600-t)) putsinskrifter i kalkputs i Garde kyrka, Garde socken och Gotlands kommun.

## Inskriften
Translitterering av runraden:
§A galda · kirk... ...-n (a)͡f o-om : kirk--a (o)͡(k) þa͡r hava uarit magir peræstær b-dan fyr nikulasa sial ---ou : ulufs 
§B -kk-biþ- 
§C ... 
§D uir : haffum : rist : ibtir laurfian :
Normalisering till äldre fornsvenska:
§A Garða/Garde kirk[ia] [æi]n af v[ar]um kirk[i]um. Ok þar hafa vaʀit margiʀ præstiʀ. B[i]ðin fyriʀ Nikulasa sial ... Olafs(?). 
§B ... 
§C ... 
§D Viʀ hafum rist æftiʀ laurfian.
Översättning till nusvenska:
Garda kyrka ... [en] av våra kyrkor. Och där hava varit många präster. Bedjen för Nikulas' själ.
Nikulas kunde ha varit sockenpräst vid Garda kyrka. Mansnamnet Nikulas finns även på G 11, G 21, G 49, G 60 och G 132, samt. U 347 och U 631. Sockennamnet Garda förekommer även i inskriften G 114 i Ardre.
Enligt forskning av Ture J:son Arne och Elisabeth Piltz med Erland Lagerlöf kunde Garda kyrka tillsammans med Källunge och Mästerby vara en av kyrkor med ryska (östliga, byzantiska) kopplingar.